# Capital (departamento de Santa Fé)
Capital (em castelhano: La Capital) é um departamento da província de Santa Fé, na Argentina. Possui 3 055 quilômetros quadrados e segundo censo de 2010, havia 578 665.